# Pachodynerus corumbae
Pachodynerus corumbae är en stekelart som först beskrevs av Fox 1902.  Pachodynerus corumbae ingår i släktet Pachodynerus och familjen Eumenidae. Inga underarter finns listade i Catalogue of Life.